# Leuenbergeria quisqueyana
La rosa de Bayahíbe (Leuenbergeria quisqueyana), anteriormente Pereskia quisqueyana, pertenece a la familia de las cactáceas y es una de las pocas especies en la familia que posee hojas fotosintéticas aun no transformadas en espinas. Es originaria de la República Dominicana, encontrándose exclusivamente en las proximidades del poblado de Bayahíbe en la región este del país, y está fuertemente amenazada por destrucción de hábitat.

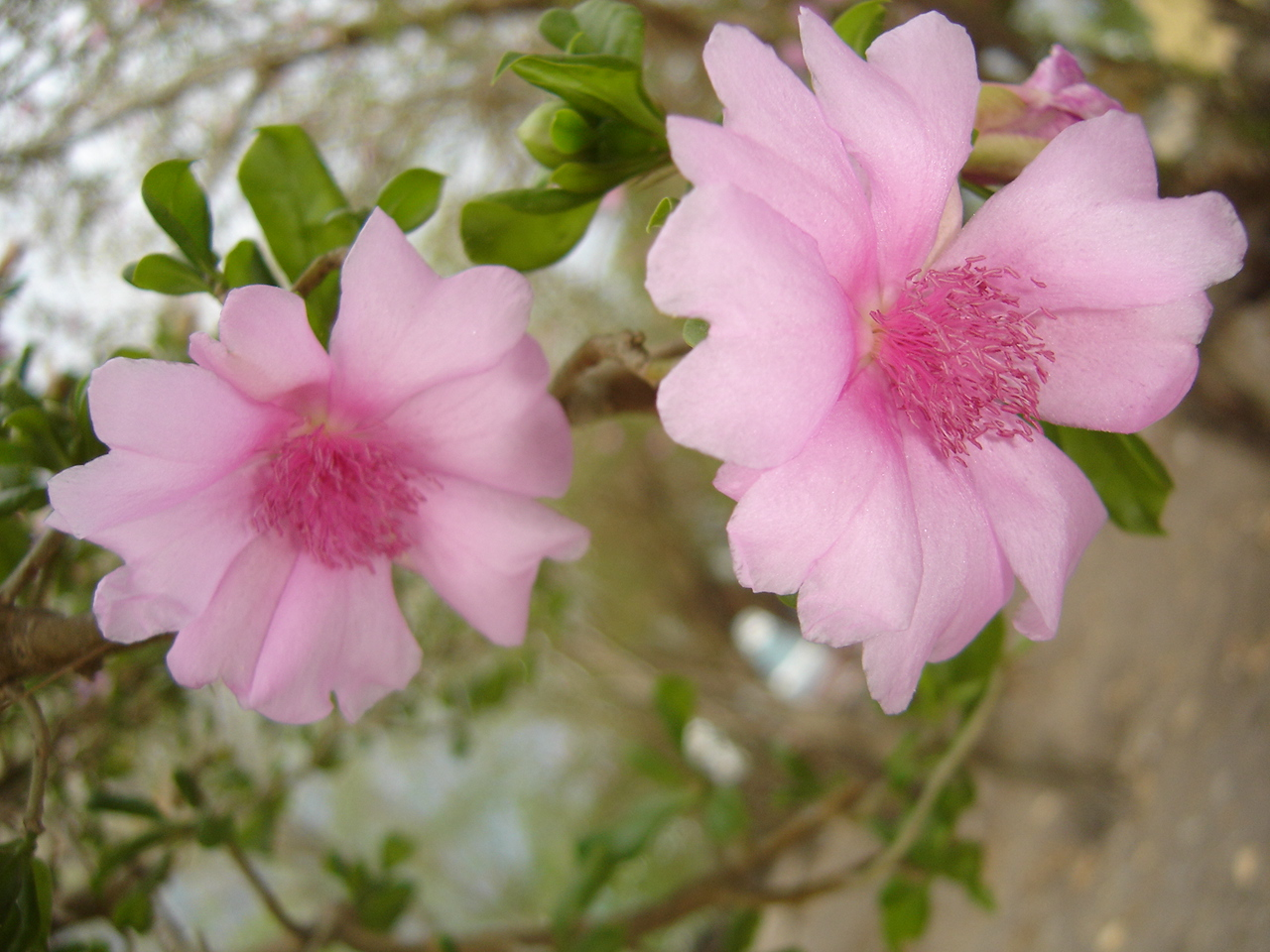
Flores

## Descripción
Es un arbusto de hasta 6 m de altura, con el tronco revestido por numerosos grupos de espinas que brotan de un mismo lugar llamados areolas. Las hojas son elípticas de color verde brilloso cuando son nuevas. Las flores brotan de la parte terminal de las ramas, son muy vistosas con pétalos rosados.
Sus frutos son globosos, verde amarillentos al madurar y contienen numerosas semillas negras.
Es una especie dioica, es decir que hay plantas machos y otras hembras. Para su reproducción las flores requieren ser polinizadas por flores machos a través de los insectos.

## Historia
La ley 146-11 declara a la rosa de Bayahíbe y a la caoba, como flor nacional y árbol nacional de República Dominicana respectivamente; las autoridades se hicieron eco de una campaña de promoción y conservación que realiza desde hace décadas el Jardín Botánico Nacional, propulsor de esta propuesta legislativa.

## Taxonomía
Esta especie fue descrita originalmente como Pereskia quisqueyana por Hermano Alain y publicado en Phytologia 43: 183, f. 6. 1980.. Sin embargo, en 2012 fue transferida al género Leuenbergeria por J. Lodé. De modo que, ya no pertenece al género Pereskia .
Etimología
Leuenbergeria: nombre genérico llamado así en honor a Beat Ernst Leuenberger, botánico suizo. Esta planta fue descubierta por el botánico Dr. Hno. Alain, en 1977 y la nombró quisqueyana, en honor a Quisqueya, nombre que Pedro Mártir de Anglería supuso le llamaban los taínos a la isla de La Hispaniola (publicado en su libro Décadas del Nuevo Mundo).

## Más información
- Morfología de los cactus
- Terminología descriptiva de las plantas